# Киуза
Киу̀за (на италиански: Chiusa; на немски: Klausen, Клаузен) е градче и община в Северна Италия, автономна провинция Южен Тирол, автономен регион Трентино-Южен Тирол. Разположено е на 523 m надморска височина. Населението на общината е 5175 души (към 2013 г.).

## Език
Официални общински езици са и италианският и немският. Най-голямата част от населението говори немски. В общината се говори и други романски език, ладинският.
| %     | Роден език      |
| 7,88  | Италиански език |
| 91,30 | Немски език     |
| 0,81  | Ладински език   |